# Xã Logan, Quận Calhoun, Iowa
Xã Logan (tiếng Anh: Logan Township) là một xã thuộc quận Calhoun, tiểu bang Iowa, Hoa Kỳ. Năm 2010, dân số của xã này là 115 người.